# Makman Ben Amer
 (août 2024).
 (février 2024).
La mise en forme du texte ne suit pas les recommandations de Wikipédia : il faut le « wikifier ».
Les points d'amélioration suivants sont les cas les plus fréquents. Le détail des points à revoir est peut-être précisé sur la page de discussion.
- Les titres sont pré-formatés par le logiciel. Ils ne sont ni en capitales, ni en gras.
- Le texte ne doit pas être écrit en capitales (les noms de famille non plus), ni en gras, ni en italique, ni en « petit »…
- Le gras n'est utilisé que pour surligner le titre de l'article dans l'introduction, une seule fois.
- L'italique est rarement utilisé : mots en langue étrangère, titres d'œuvres, noms de bateaux, etc.
- Les citations ne sont pas en italique mais en corps de texte normal. Elles sont entourées par des guillemets français : « et ».
- Les listes à puces sont à éviter, des paragraphes rédigés étant largement préférés. Les tableaux sont à réserver à la présentation de données structurées (résultats, etc.).
- Les appels de note de bas de page (petits chiffres en exposant, introduits par l'outil «  Source ») sont à placer entre la fin de phrase et le point final[comme ça].
- Les liens internes (vers d'autres articles de Wikipédia) sont à choisir avec parcimonie. Créez des liens vers des articles approfondissant le sujet. Les termes génériques sans rapport avec le sujet sont à éviter, ainsi que les répétitions de liens vers un même terme.
- Les liens externes sont à placer uniquement dans une section « Liens externes », à la fin de l'article. Ces liens sont à choisir avec parcimonie suivant les règles définies. Si un lien sert de source à l'article, son insertion dans le texte est à faire par les notes de bas de page.
- La présentation des références doit suivre les conventions bibliographiques. Il est recommandé d'utiliser les modèles {{Ouvrage}}, {{Chapitre}}, {{Article}}, {{Lien web}} et/ou {{Bibliographie}}. Le mode d'édition visuel peut mettre en forme automatiquement les références.
- Insérer une infobox (cadre d'informations à droite) n'est pas obligatoire pour parachever la mise en page.

Pour une aide détaillée, merci de consulter Aide:Wikification.
Si vous pensez que ces points ont été résolus, vous pouvez retirer ce bandeau et améliorer la mise en forme d'un autre article.

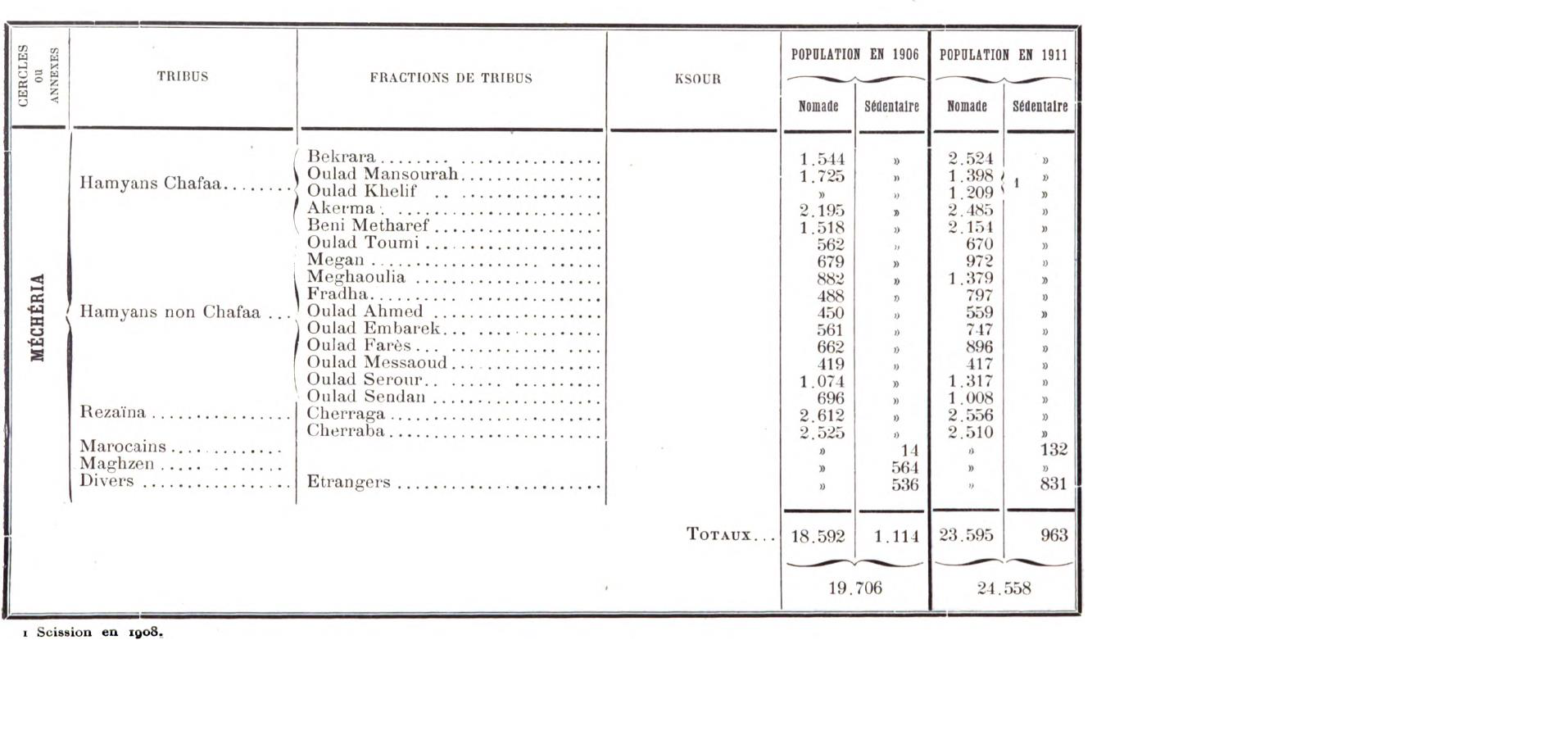
population des fractions de la tribu Hamyan en 1911

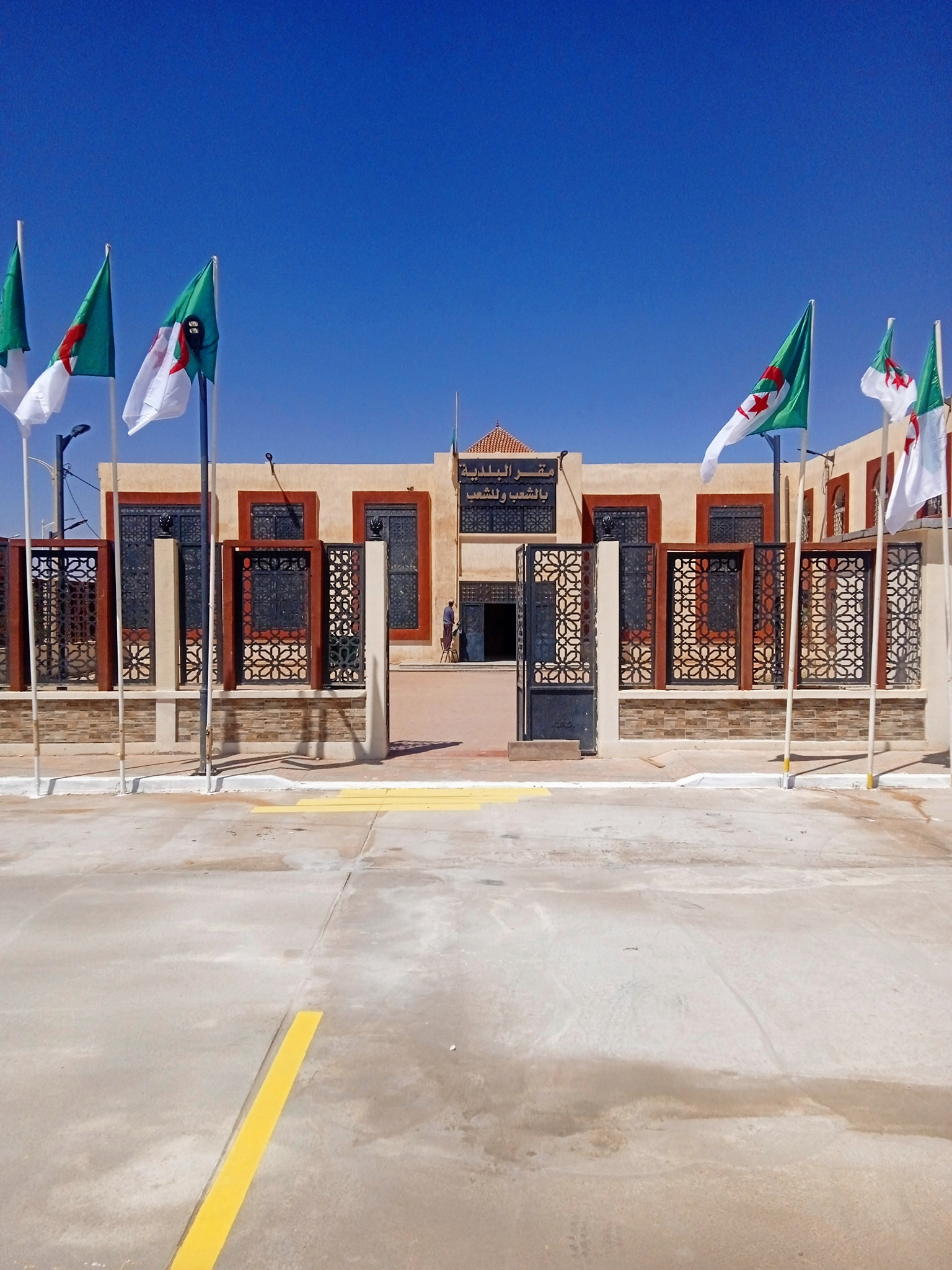
la mairie

Mekmen Ben Amar, en arabe مكمن بن عمار est une commune de la wilaya de Naâma en Algérie. Elle couvre une superficie de 3 270 km2 et compte fin 2008 une population de 8 607 habitants.

## Toponymie
Le nom de la ville vient de Mekmen ( Mekmen مَكْمَن   pl. mkâmen مْكَامَنْ : « lieu où on peut se cacher (là où il y a des arbres, des rochers, etc.) et ben Amar (fils de Amar vient de la tribu de Beni amer). Mekmen Ben Amar veut dire: la cachette de la tribu Beni Amer".
La région englobe plusieurs mekmens, qui sont des dépressions moins volumineuses que les chotts, à savoir :
- mekmen elhenech  (couleuvre) ;
- mekmen elarich  (tamarix) ;
- mekmen zaîd  ;
- mekmen ben amar;
- mekmen naga (chamelle) ;
- mekmen elbiodh (le blanc);
- mekmen elmerir (picris) ;
- mekmen elbahirat ;
- mekmen eldjir ( chaux).

Les Beni Amer sont les cousins des Hamyan (قبيلة حميان) ; ils [Qui ?] étaient à l'époque dans cette région avant d'être installés dans la région de Tessala à l'est de Tlemcen.
Un seul Beni Ameur, nommé Bekkar, resta dans le pays ; il avait une grande fortune, de nombreux troupeaux et plusieurs femmes ; il se fixa près du Chott el Gharbi et son hospitalité fut bientôt connue. Aussitôt des nomades vinrent à lui et, pour se les attacher, Bekkar donna à quelques - uns ses filles en mariage. Toutes ces familles formèrent la grande tribu des Bekakra. Les douars qui la composent ont conservé leurs noms

## Géographie
Mekmen Ben Amar se situe dans la région des hauts plateaux ouest de l'Algérie, au sud de l'Oranie, entre le Chott ech Chergui et le Chott el-Gharbi, une zone de steppe, un écosystème aride caractérisé par des ressources naturelles limitées, un sol pauvre, des formations végétales basses et ouvertes et des conditions climatiques sévères avec une formation végétale constituée d'herbes  de petite taille en tapis discontinu en particulier l'armoise blanche et l'alfa  occupant d'immenses surfaces appelées localement elmert.[réf. souhaitée]

### Le Mert
Le mert  est un mot qui, en arabe littéral, s'emploie pour désigner un espace de terrain plan, humide et généralement dépourvu de végétation ; c'est une zone où il ne pousse que de l'armoise, et dont la surface limoneuse a un tel degré d'horizontalité que les oueds s'y étalent forcément en éventail, formant çà et là des mares d'eau dont les unes se dessèchent rapidement et les autres gardent l'eau pendant un ou deux mois. Cette zone soufre de désertification  causée par le déclin ou la détérioration du couvert végétal et la réduction de l'épaisseur de la couche fertile du sol. Cette désertification est d'origine humaine.

### Les mekamen
Les mekamen (pluriel de mekmen , cachette) sont des excavations de forme circulaire dont le diamètre moyen n'a pas moins d'une demi -lieue[Quoi ?], et qui ressemblent à celles du Chott- el- Gharbi quant à la solidité de leur fond et à la configuration de leurs berges. Il n'y a ni puits, ni flaques d'eau persistantes ; deux plantes y sont dominantes l'armoise et le halfa. C'est dans ces mekamen que quelques fractions des tribus des hauts plateaux se mettent à l'abri des grands froids pendant la saison d'hiver.

### Cours d'eau principaux[3]

#### Les oueds du chott Gharbi

##### Au nord
1. Ouad  abdelMoula,
2. Ouad  el-Harmel,
3. Ouad bouTerkine,
4. Ouad  el-Meriا;

##### Au sud
1. Ouad- el-Khoua,
2. Seheb- el-Hînd,
3. Ouad ber-remad
4. Ouad bou-lardjem,
5. Ouad - Berriouk.

#### Les oueds de le zone du Mert[3]
1. Ouad el-Guezmir,
2. Ouad el-Boter,
3. Ouad boulakhsam,
4. Ouad ben Djedid[3].

### Groupes de puits[3]
Les puits du Chott des Hamyan (partie est du chott Gharbi) sont :
- Oglat-en-nadja, eau abondante, un peu saumâtre ;
- Ogla el-beïda, eau assez abondante, très saumâtre, exhale une odeur fétide ;
- Ogla el-morra, eau très abondante, chargée de sels magnésiens, très purgative ;
- Oglat mouça, eau assez abondante, saumâtre ;
- Oglat roumadia, eau peu abondante, saumâtre .

La partie ouest du chott Gharbi porte le nom de Chott des Mehaïa شط المهايا, une tribu marocaine qui, habituellement, y prend ses campements en hiver. Ces deux bassins communiquent entre eux par une tranchée appelée Bouib er-rehaïl

### Situation
Le territoire de la commune de Mekmen Ben Amar se situe au nord de la wilaya de Naama, à 70 km du chef lieu de la wilaya et à 166 km au sud de Tlemcen.
|        | Redjem Demmouche |           |
| Kasdir | Mekmen Ben Amar  | El-bioudh |
|        | Ain Ben Khelil   |           |

### Climat
Le climat de Mekmen Ben Amar se distingue par deux grandes saisons, une saison froide et relativement humide qui s'étend de novembre à avril et une saison chaude et sèche allant de mai à octobre. En général, la pluviométrie est faible et irrégulière et est hétérogène dans le temps et dans l'espace. Les températures extrêmes peuvent être à l'origine de la dégradation du couvert végétal. La période de basses températures allant de novembre à février: températures qui sont à l'origine de l'intensité de gelées hivernales qui peuvent se traduire par des dégâts végétatifs tels que les nécroses. La période de hautes températures (s'étalant de juin à octobre) qui peuvent provoquer l'échaudage par suite de l'augmentation de la transpiration.

## Histoire
À la fin des années 1950, l'armée française a créé un regroupement de population à proximité d'une SAS dans la région de Mekmen Ben Amar à côté d'un puits d'eau, à mi-chemin entre Mécheria et El-aricha dans le but de promouvoir l'«Algérie française» durant la guerre d'Algérie,  en servant d'assistance scolaire, sociale, médicale envers les nomades de la tribu de 'Bekakra afin de les gagner idéologiquement à la cause de la France. Ils étaient nomades, éleveurs de bétail, parcourant un territoire s'étendant de Bouguern à Oglat Naaja au chott Gherbi.[réf. souhaitée]

En 1959 Arrondissement de Méchéria: Communes de Aïn-ben-Khelil, El-Biodh, Kasdir, Méchéria, Naâma, Oglat-Nadja, Redjem-Demouch, Touadjeur [Quoi ?]

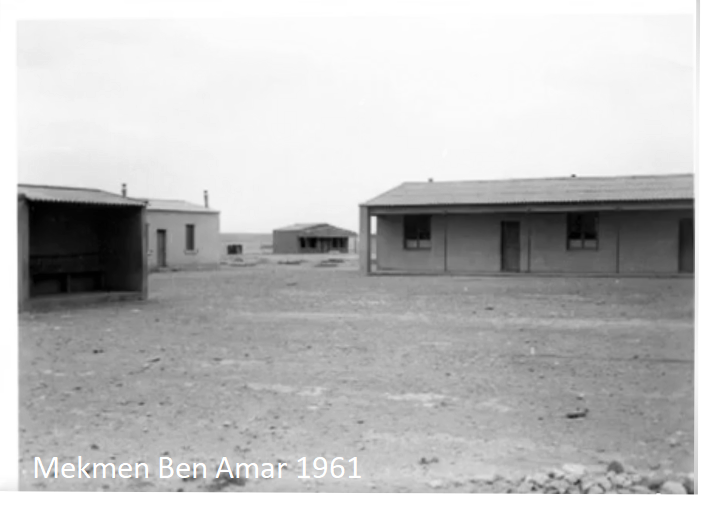
Mekmen Ben Amar 1961 (l'école)

La commune de  mekmen ben amar est fondée au lieu de Oglat-Nadja (عڨلة النعجة ) ; le maire était Amiri Yahia (عميري يحيي),
- Ouled Salem:أولاد سالم  ont pour ancêtre Salem des Mezaouir habitant chez les Angades près de Oujda cet ancêtre se joignit à la clientèle de Bekkar ;agha Haj Keddou ould Boufelja fut son descendant direct; les noms de familles: Bouguetaib, Makhlouf, Khelloufi, Boufelja;...
- Moualek الموالك: sont originaires de Sekiat lhamra, le fondateur de ce douar est Malek, vint se joindre aux gens qui se groupaient autour de Bekkar; Les noms de familles: Amiri , Mekani, Yahiaoui, Naoumi...
- Daamcha: الدعامشة  sont originaires de ksar de daamcha dans le Gourara ; le fondateur avait les yeux chassieux (Daamache) ses descendants furent désignés sous la dénomination de Daamcha qui ont les yeux chassieux. Les noms de famille : Miloudi, Senoussi ,Hachoum , Abidellah, Kasmi, Settaf, Chellali ,Allali, Hadef ...
- Rezazga الرزازڨة : sont originaires de Marrakech ;le fondateur de ce groupement était un nommé Rezzoug; les noms de famille: Rezzougui, Abdelli, Azzaz, Boumedien, Chikhaoui,Mekki ,Chellal, Baghdadi.Bouaouina ...
- Ouled Rahma: أولاد رحمة  sont originaires aussi de Marrakech son fondateur se nommait Ali; il mourut en laissant en bas âge des enfants dont sa femme Rahma s'occupa; Les noms de familles:  Achour, Achouri, Boukhaloua,Zaidi, Laydaoui...
- Debabda: الدبادبة avaient pour ancêtre un nommé Debbab venu de ksar de Bouannane ( haut Guir); Les noms de famille: Rafai,Yazid, (Sayah, Kessir, Jebbari....)
- Aouissat:  العويسات sont  originaires de Ghenanma (oued Saoura). Les nom de famille: M'hammedi, Boudkhira, Mounsi....
- Zelalta:الزلالطة avaient pour ancêtre un nommé Benzellat originaire de la plaine de Ghris;  Les ABIDAT et les ZELALTAS ne forment qu'un seul groupement; nom de famille des ZELALTA: Benzellat, Zellat, Zellati, Teibi, Slimani, Alioua, les ABIDATS (Mamouni, Kacimi, Abid ) et apparentés .Bekkai, Mebarki,Belabdelli,Benfissa, Naas, Hassini, Nouar, Harar, Dalil,...
- Rouabah: الروابح est originaire d'Oulad sidi Khelifa  d'el-Kreider. Les noms de familles: Berrabah, Rebhi, Boukheira, .....
- Merahat: المراحات vient de la tribu des Beni Ameur campée à Tessala dans le tell oranais. Les noms de familles Merah, Touati, Abdellaoui, Saad....Mekmen ben amar 1962

Des Bekakra s’installèrent jadis dans la vallée du Haut Guir. Il en existe encore actuellement au ksar de Bouanane. Ils sont restés en relation avec leurs parents de Méchéria.
Par contre il existe en outre, à Mekmen Ben Amar, d'autres familles appartenant aux autres fractions ou tribu hors les Bekakra, à savoir:
- Autre fractions de Hamyan: en particulier: Akerma; Meghaoulia; Beni Metharef; Ouled Khelif, Oulad Mansoura,
- autres tribus; Ouled Moumen venant de Ghassoul; Khettou et Bouakka.
- Les Chorfa: (nom de famille; Moulay, descendants d'un marabout Sidi Ahmed Ben Miloud سيدي أحمد بن ميلود, son koubba est bâti à l'extrémité est du chott Gharbi près d'Oglat Naadja; cette koubba est le tombeau de Sidi Ahmed Ben Miloud , marabout venant de Kerzaz) , Sidi Ahmed Benmiloud[7] ben Abdallah ben Abderrahmane ben Ahmed ben Mohamed ben Mohamed ben Hocine ben Mohamed ben Abdallah ben Idris ben Ali ben Mohamed ben Abdelouahab ben Abdelazi ben  Kacem  ben Omar ben Brahim ben  Alhacen ben  Mohamed ben Slimane ben Abdallah Alkamel ben Alhacene almothana ben Alhacene sibt ben Ali ben abitaleb et Fatima Zahra fille du prophète Mahomet محمد عليه الصلاة و السلام
- Kerarma (venant récemment  de El mehara)

## Démographie
En 2008  la population de la commune de Mekmen Ben Amar est évaluée à 8 607 habitants. Selon le recensement général de la population et de l'habitat de 2018, la population de la commune de mekmen ben amar est évaluée à 11 151  habitants.[réf. nécessaire]
Aujourd'hui, les nomades ne représentent que 5 % de la population de Mekmen Ben Amar.

## Administration
Mekmen Ben Amar a un statut de daïra  née d'un découpage administratif, relativement récent en 1984 et comprend deux communes : Kasdir et Mekmen Ben Amar.

### Cités et Quartiers
- Gharbaoui Benabdellah
- Telli
- 08 mai 1945
- Kebir Slimane
- Benbella Ahmed
- Saad Ahmed

### Localités et lieux-dits
Les localités et lieux-dits de la commune tels que définis en 1984 sont : Mekmen Ben Amar, Oglat Naadja, Tarziza, Em M'rir, Mekmen Lehnèche, Boulakhssam, Mecheraa Laalam, Bekakra, une partie de Beni Ogba, Akerma.

## Éducation
Mekmen Ben Amar  dispose de:
quatre écoles primaires: 
- Moulai Ali ;
- Naoumi M'Hamed ;
- Merah Keddour ;
- Benzellat Mohammed.

deux collèges CEM:
- Moufdi Zakaria ;
- Settaf Djilali.

un lycée: 
- Mohamed Cherif Messaadia.

## Formation professionnelle
Le secteur de la formation professionnelle  compte : 
- un Centre de Formation Professionnelle et d'Apprentissage (CFPA );

## Religion

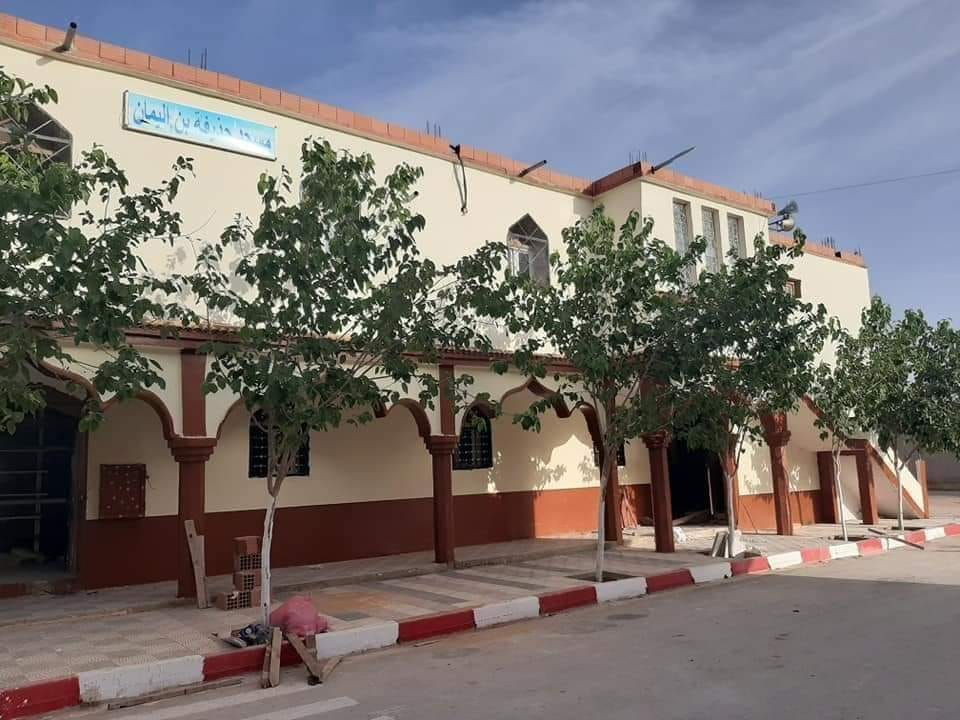
مسجد حذيفة بن اليمان مكمن بن عمار

- مسجد حذيفة بن اليمان مكمن بن عمارMosquée Ali Ben Abi Taleb مسجد  علي بن أبي طالب
- Mosquée Hodheyfa Ben El-yamane مسجد حذيفة بن اليمان

## Santé
La commune de Mekmen Ben Amar dispose d'un établissement public de santé de proximité EPSP , dont  
- une polyclinique Frère Mamouni
- trois salles de soins.

## Sport et jeunesse

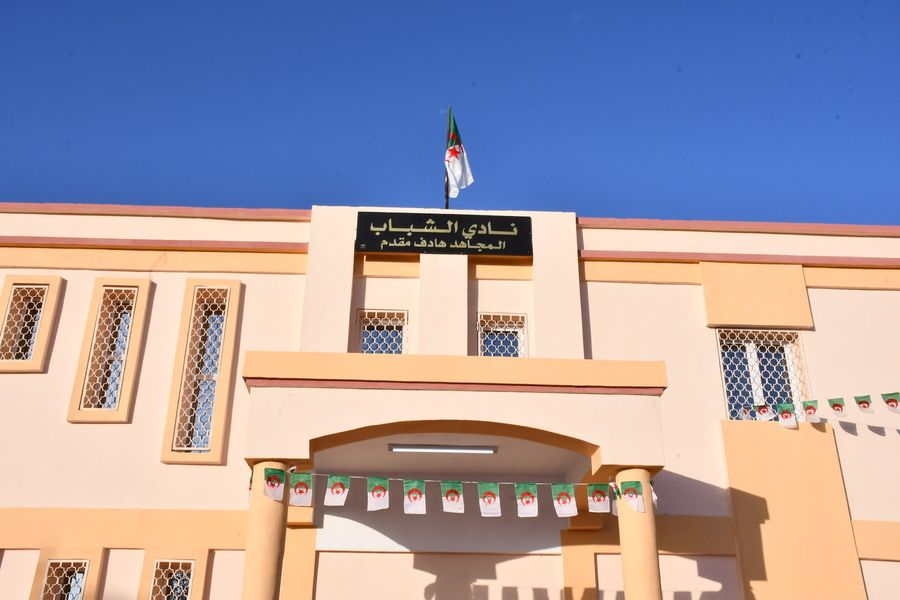
نادي الشباب مكمن بن عمار

La commune de Mekmen Ben Amar dispose de: 
- Un stade municipal.
- Plusieurs stades de football de proximité en gazon synthétique.
- Un complexe sportif de proximité (salle omnisport, salle de tennis de table (ping-pong), terrain de pétanque, stade de football etc.).
- Un club de jeunes.
- Une piscine.

Irmba (إتحاد  مكمن بن عمار ) est un club de football.

## Alimentation en eau potable
Réseaux d’adduction: des travaux de renouvellement des réseaux d'adduction d'eau potable sont lancés pour remplacer les conduites vétustes dans tous les quartiers anciens de Mekmen Ben Amar.
L'opération de transfert des eaux du "Chott El Gharbi" permet d'améliorer l'approvisionnement en eau potable de la commune
La commune dispose de quatre châteaux d'eau, le taux de raccordement en AEP est estimé à 100%.

## Énergie
Taux d'électrification urbain : 100%.
Taux de couverture en gaz de ville: 100%.

## Environnement, assainissement et déchets urbains
une décharge contrôlée (un Centre d'Enfouissement Technique (CET)); la commune compte une station d’épuration des eaux usées (STEP), ainsi qu'une agence de l'Office national de l'Assainissement ONA.

## Poste et télécommunications

### Télécommunications
L’accès aux services de communications électroniques, notamment la téléphonie et l’internet fixes et mobiles est assuré par les trois opérateurs de téléphonie mobile, Mobilis, demeure en tête, en termes d'abonnés aux réseaux GSM, Il est suivi de l'opérateur Djezzy puis Ooredoo. avec un nombre non  négligeable des abonnés ADSL , 4GLTE et FTTH de l'Algérie télécom.
L'ouverture  d'une agence commerciale Algérie télécom  permet également de valoriser et promouvoir le secteur de la télécommunication à Mekmen Ben Amar.